# Jean Maufay
 (mai 2019).
Jean Maufay est un artiste peintre havrais né le 12 septembre 1927 à Paris 11e et mort à Sainte-Adresse en le 14 décembre 2016.

## Biographie
- 1945 : diplôme de l’école Boulle, Paris
- 1946-1948 : école nationale supérieure des beaux-arts, atelier de gravure, Paris
- 1949-1952 : école nationale supérieure des beaux-arts, atelier de peinture (Souverbie), Paris
- 1956 : diplôme supérieur d’art plastique ENSBA
- 1957 : professeur à l’école Camondo, Paris
- 1958 : nommé professeur de peinture à l’école régionale des beaux-arts du Havre

## Prix de peinture
- 1959 : Prix Krongberg (Salon de la Nationale), Paris
- 1961 : Prix Spécial des Jeunes (Salon de la Nationale), Paris
- 1963 : Prix de composition (Exposition régionale du Mans)
- 1965 : Prix du port autonome du Havre, prix Paillard (Salon de la Nationale), Paris
- 1976 : Prix Bernard Esdras, Gosse, Le Havre
- 1979 : Premier prix de peinture du Salon de Rouen
- 1984 : Prix de Musée Luce, Mantes-la-Jolie